# São Mateus (Espírito Santo)
São Mateus est une ville brésilienne de l'État de l'Espírito Santo. Sa population était estimée à 124 575 habitants en 2015. La municipalité s'étend sur 2 343 km2.

## Maires
| Période | Période | Identité      | Étiquette | Qualité |
| ------- | ------- | ------------- | --------- | ------- |
| 2009    | 2012    | Amadeu Boroto | PSB       |         |